# Griffon Bruxellois
Der Griffon Bruxellois (deutsch: Brüsseler Griffon) ist eine von der FCI anerkannte Hunderasse aus Belgien (FCI-Gruppe 9, Sektion 3, Standard Nr. 80). Die Rasse gehört zu den belgischen Zwerggriffons.

## Beschreibung
Der Griffon Bruxellois ist ein kleiner rauhaariger Hund mit Unterwolle. Sein Fell ist harsch, leicht gewellt, aber nicht lockig, und wird getrimmt. Zu langes Haar ist nicht erwünscht; seidiges oder wolliges Haar wird im Rassestandard als schwerer Fehler angesehen. Am Kopf ist das Haar länger und bildet einen Kinn- und Schnurrbart, der sich unter der Augen-Nasen-Linie von einem Ohr zum anderen erstreckt. Das Haar über den Augen bildet lange Augenbrauen. Die Ohren sind klein und hoch angesetzt, werden halb aufrecht getragen und kippen leicht nach vorne. Früher wurden sie zu Stehohren kupiert.
Erlaubte Farben sind rot oder rötlich; ein schwarzer Anflug ist am längeren Haarbehang des Kopfes erlaubt.

## Situation in den Niederlanden
In den Niederlanden ist die Zucht von kurznasigen Hunden aller Rassen, einschließlich der Mischlinge, grundsätzlich als Qualzucht verboten, soweit deren Nasenlänge nicht mindestens ein Drittel der Kopflänge beträgt.
In einer Mitteilung des Ministeriums LNV (Ministerium für Landwirtschaft, Natur und Lebensmittelqualität) wurde bekanntgegeben, dass ab sofort begonnen wird, anhand von Kontrollen dieses Gesetz durchzusetzen. im Fokus stehen insbesondere wegen möglichem Atemwegssyndrom (BOAS) alle brachycephalen Rassen.

## Wesen
Der Griffon Bruxellois wird im Standard als aufmerksam, ausgeglichen, sehr wachsam, weder ängstlich noch aggressiv, stolz und gegenüber seinem Besitzer sehr anhänglich beschrieben.

## Gesundheit
Die durch entsprechende Zuchtauslese herbeigeführte Verkürzung des Gesichtsschädels bezeichnet man als Brachycephalie.